# × Serapirhiza sambucinolingua
× Serapirhiza sambucinolingua – hybrydowy gatunek roślin z monotypowego rodzaju × Serapirhiza z rodziny storczykowatych (Orchidaceae). Gatunek jest endemitem Francji. Formuła hybrydowa to Dactylorhiza sambucina × Serapias lingua.

## Systematyka
Gatunek sklasyfikowany do podplemienia Orchidinae w plemieniu Orchideae, podrodzina storczykowe (Orchidoideae), rodzina storczykowate (Orchidaceae), rząd szparagowce (Asparagales) w obrębie roślin jednoliściennych.